# Pandanus aquaticus
Pandanus aquaticus là một loài thực vật có hoa trong họ Dứa dại. Loài này được F.Muell. miêu tả khoa học đầu tiên năm 1856.